# 极品新娘
《极品新娘》 是中国大陆古装喜剧，2013年10月開拍，2014年1月殺青。本剧同时为李沁与郑佩佩、王子继《千金归来》后再度同台，2015年1月30日于江苏综艺频道首播，4月2日东南卫视/四川卫视上星。

## 劇情概要
★《極品新娘》：“豆腐西施”唐豆豆大齡未嫁，她堅信只有識她懂她愛她的一品郎君才值得付出真愛！一場突如其來的官司險些讓唐家家破人亡，幸得沈家莊莊主出手相救。莊主夫人古湘萍看中豆豆，為長子柏南提親。柏南自小有神童美譽，人品才華俱佳。未料洞房花燭夜，神童竟變成了只有八歲智商的傻子！豆豆氣炸了！新婚之夜母獅發威，跑回唐家。面對唐父當場病發、母親又將彩禮錢輸光，豆豆無奈之下與湘萍訂下一年之約。柏南對豆豆屢屢癡心糾纏，笑鬧之間情愫暗生。豆豆發現柏南的腦病另有隱情，決定查出真相。婆婆湘萍卻一反常態，暗中操縱，豆豆由此陷入一個又一個生死危機！精怪古怪的豆豆與柏剛、萬全突破重重艱險，治好了柏南。卻沒想到又一場陰謀，讓柏南完全忘記了與豆豆經歷過的一切！豆豆化解重重危機，喚回柏南的記憶，重新找回自己的一品郎君。

## 演員

### 主演
| 演員               | 角色           | 简介                                                                        |
| 李沁 少年:温瑞端   | 唐荳荳         | 极品娇妻，沈家大少奶奶                                                      |
| 金世佳 少年:黄天崎 | 沈柏南         | 痴心憨夫，沈家長子 被余神医治好，变回正常人（第23集） 忘记了荳荳（第27集）  |
| 應昊茗             | 沈柏剛         | 护花使者，沈家幼子                                                          |
| 高洋               | 王紫宓         | 王俠軍之女                                                                  |
| 陆昱霖             | 沈柏祺         | 骄横公子，沈家次子兼養子（苏信义亲生儿子）                                  |
| 邵美琪             | 古湘萍/古湘茹  | 沈家庄庄主夫人 沈柏南之母 表面贤淑，暗藏杀机                                |
| 黄文豪 青年:钱泳辰 | 沈祖光         | 沈家庄庄主 沈柏南之父 严肃正直                                              |
| 苑琼丹             | 林月娥         | 唐荳荳之母 性格脱线                                                         |
| 郑佩佩             | 郭嬤嬤         | 沈庄主夫人奶娘，蘇信義之母 沈柏祺之祖母，忠心耿耿、暗藏武艺、一心帮助沈庄主 |
| 徐海乔             | 余万全         | 回春医馆馆主之姪 喜欢唐荳荳，为得到她的垂青，来到“一品豆腐店”打工           |
| 包文婧             | 白素兰         | 柏祺之妻，沈家二少奶奶                                                      |
| 王子               | 大大           | 沈家丫鬟                                                                    |
| 陳銳               | 唐有銓         | 唐荳荳之父，私塾先生                                                        |
| 宋達民             | 蘇信義(郭俊清) | 郭嬤嬤的親生兒子，沈柏祺之親生父親，為人老謀深算及陰狠毒辣，後與倭寇勾結。  |
| 盧星宇             | 余神醫         | 萬全的二叔，回春医馆馆主                                                    |
| 李耀景             | 野口           | 倭寇首领                                                                    |
| 张逸杰             | 皇帝           | 明朝皇帝                                                                    |

### 其他
| 演員            | 角色     | 简介                                  |
| 熊乃瑾          | 柳絮     | 青樓，蘇信義的義女，沈柏祺情人        |
| 何中华          | 威昌侯爷 |                                       |
| 陈紫函          | 太后     |                                       |
| 杜俊泽          | 古恒生   | 古湘萍/古湘茹的外甥，沈家三兄弟的表哥 |
| 岳躍利          | 沈老爷   | 沈祖光之父，沈家三兄弟的爺爺（客串）  |
| 宗峰岩          | 王侠军   | 王紫苾之父（客串）                    |
| 張維娜 (女演員) | 小青     | 狗子的妻子                            |

## 主題曲
| 曲別   | 歌名             | 演唱者 | 作詞   | 作曲   | 監制及編曲 |
| 片頭曲 | 左手牽右手       | 李沁   | 清莞   | 麥振鴻 | 麥振鴻     |
| 片尾曲 | 從明天開始忘記你 | 金世佳 | 水天葵 | 麥振鴻 | 麥振鴻     |